# Thiamylal
Thiamylal ist eine heterocyclische chemische Verbindung aus der Gruppe der Barbiturate. Die Substanz wurde in den 1950er-Jahren entwickelt und als Arzneistoff mit dem Handelsnamen Surital eingesetzt. Das Barbitursäure-Derivat ist ein kurzwirksames Sedativum mit antikonvulsiven und hypnotischen Eigenschaften. Thiamylal wird in der Tiermedizin noch zur Narkoseeinleitung verwendet, in Deutschland und in der Schweiz ist jedoch kein Präparat mehr zugelassen.

## Chemie
Thiamylal ist ein blassgelbes und hygroskopisches Pulver mit unangenehmem Geruch. Bei Erwärmung kommt es zur Fällung der Lösung. In der Medizin wird vor allem Thiamylal-Natrium (CAS-Nummer 337-47-3, Molare Masse 276,33 g/mol) verwendet. Der pH-Wert einer 5%igen Lösung ist stark alkalisch (10,5–11,5).

## Pharmakologie
Thiamylal unterdrückt nichtselektiv das Zentralnervensystem und kann unterschiedliche Stimmungslagen von leichter Erregung über milde Sedierung und Schlaf bis zum tiefen Koma oder gar den Tod hervorrufen. Erst in höheren Dosen induziert es eine Schmerzausschaltung (Analgesie).
Die Wirkung von Thiamylal ähnelt der von Thiopental. Wie bei allen Barbituraten wird die Freisetzung von Acetylcholin, Norepinephrin und Glutamat behindert. Die sedierende Wirkung wird über den GABAA-Rezeptor ausgelöst, die zu einer Aktivierung der Chlorid-Kanäle und damit einem Anstieg der neuronalen Chloridleitfähigkeit führt.
Die LD50 bei intravenöser Anwendung bei Ratten ist 51 mg/kg.

## Rechtsstatus
Thiamylal ist in der Bundesrepublik Deutschland aufgrund seiner Aufführung in der Anlage 3 BtMG ein verkehrsfähiges und verschreibungsfähiges Betäubungsmittel. Der Umgang ohne Erlaubnis oder Verschreibung ist grundsätzlich strafbar. Weitere Informationen sind im Hauptartikel Betäubungsmittelrecht in Deutschland zu finden.
International fällt Thiamylal unter die Konvention über psychotrope Substanzen.
Eine Anwendung bei lebensmittelliefernden Tieren ist erlaubt, da Thiamylal in Tabelle 1 (Zulässige Stoffe) des Anhangs der Verordnung (EU) Nr. 37/2010 ausgeführt ist. Derzeit gibt es aber in Deutschland kein zugelassenes Präparat, welches den Wirkstoff Thiamylal enthält.